# Luis David Martínez
Luis David Martínez (Barquisimeto, 12 maggio 1989) è un tennista venezuelano.
Specialista in doppio, ha vinto diversi titoli nei circuiti Challenger e ITF e ha raggiunto l'85º posto del ranking ATP nel luglio 2023. Il miglior risultato nel circuito ATP è stata la semifinale raggiunta nel torneo di doppio del Singapore Tennis Open 2021 in coppia con David Vega Hernández.
Ha esordito nella squadra venezuelana di Coppa Davis nel 2009. In singolare ha disputato alcune finali nel circuito ITF nella prima parte della carriera e non è mai andato oltre il 390º posto del ranking raggiunto nel febbraio 2014. Dal 2018 ha giocato quasi esclusivamente in doppio.

## Statistiche
Aggiornate al 10 maggio 2025.

### Tornei minori

#### Singolare

##### Sconfitte in finale (5)
| Legenda tornei minori |
| Challenger (0)        |
| Futures (5)           |

#### Doppio

##### Vittorie (37)
| Legenda tornei minori |
| Challenger (16)       |
| Futures (21)          |

| N.  | Data             | Torneo                                              | Superficie  | Compagno               | Avversari in finale                        | Punteggio            |
| 1.  | 18 agosto 2017   | Santo Domingo Open, Santo Domingo                   | Terra verde | Juan Ignacio Londero   | Daniel Elahi Galán Santiago Giraldo        | 6-4, 6-4             |
| 2.  | 21 novembre 2020 | Challenger Ciudad de Guayaquil, Guayaquil           | Terra rossa | Felipe Meligeni Alves  | Sergio Martos Gornés Jaume Munar           | 6-0, 4-6, [10-3]     |
| 3.  | 28 novembre 2020 | São Paulo Open Tennis, São Paulo                    | Terra rossa | Felipe Meligeni Alves  | Fernando Romboli Rogério Dutra da Silva    | 6-3, 6-3             |
| 4.  | 13 febbraio 2021 | Biella Challenger, Biella                           | Cemento (i) | David Vega Hernández   | Szymon Walków Jan Zieliński                | 6-4, 3-6, [10-8]     |
| 5.  | 20 marzo 2021    | Santiago Challenger, Santiago                       | Terra rossa | Gonçalo Oliveira       | Rafael Matos Felipe Meligeni Alves         | 7-5, 6-1             |
| 6.  | 14 agosto 2021   | San Marino Open, San Marino                         | Terra rossa | Zdeněk Kolář           | Rafael Matos João Menezes                  | 1-6, 6-3, [10-3]     |
| 7.  | 2 aprile 2022    | Pereira Challenger, Pereira                         | Terra rossa | Cristian Rodríguez     | Grigoriy Lomakin Oleg Prihodko             | 7-6(2), 7-6(3)       |
| 8.  | 16 luglio 2022   | Internazionali di Verona, Verona                    | Terra rossa | Andrea Vavassori       | Juan Ignacio Galarza Tomás Lipovšek Puches | 7-6(4), 3-6, [12-10] |
| 9.  | 29 aprile 2023   | Savannah Challenger, Savannah                       | Terra verde | William Blumberg       | Federico Agustín Gómez Nicolás Kicker      | 6-1, 6-4             |
| 10. | 1º luglio 2023   | Modena Challenger, Modena                           | Terra rossa | William Blumberg       | Roman Jebavý Vladyslav Manafov             | 6-4, 6-4             |
| 11. | 11 novembre 2023 | Knoxville Challenger, Knoxville                     | Cemento (i) | Cannon Kingsley        | Mac Kiger Mitchell Krueger                 | 7-6(3), 6-3          |
| 12. | 20 gennaio 2024  | Tenerife Challenger, Tenerife                       | Cemento (i) | Vasil Kirkov           | Karol Drzewiecki Piotr Matuszewski         | 3-6, 6-4, [10-3]     |
| 13. | 24 novembre 2024 | Torneio Internacional Masculino de Tênis, San Paolo | Cemento     | Federico Agustín Gómez | Christian Harrison Evan King               | 7-6(4), 7-5          |
| 14. | 26 aprile 2025   | Savannah Challenger, Savannah                       | Terra verde | Federico Agustín Gómez | Mac Kiger Patrick Maloney                  | 3-6, 6-3, [10-5]     |
| 15. | 10 maggio 2025   | Internazionali d'Abruzzo, Francavilla al Mare       | Terra rossa | Facundo Mena           | Théo Arribagé Grégoire Jacq                | 7-5, 2-6, [10-6]     |
| 16. | 5 luglio 2025    | Modena Challenger, Modena                           | Terra rossa | Federico Agustín Gómez | Johannes Ingildsen Miloš Karol             | 7-5, 7-6(5)          |

##### Sconfitte in finale (44)
| Legenda tornei minori |
| Challenger (25)       |
| Futures (19)          |

| N.  | Data              | Torneo                                         | Superficie  | Compagno               | Avversari in finale                          | Punteggio            |
| 1.  | 5 luglio 2014     | Manta Open, Manta                              | Terra rossa | Eduardo Struvay        | Chase Buchanan Peter Polansky                | 4-6, 4-6             |
| 2.  | 30 gennaio 2016   | Open Bucaramanga, Bucaramanga                  | Terra rossa | Sergio Galdós          | Julio Peralta Horacio Zeballos               | 2-6, 2-6             |
| 3.  | 17 marzo 2018     | Challenger de Drummondville, Drummondville     | Cemento (i) | Filip Peliwo           | Joris De Loore Frederik Nielsen              | 4-6, 3-6             |
| 4.  | 21 luglio 2018    | The Hague Open, Scheveningen                   | Terra rossa | Gonçalo Oliveira       | Ruben Gonzales Nathaniel Lammons             | 3-6, 7-6(8), [5-10]  |
| 5.  | 16 novembre 2018  | Champaign-Urbana Challenger, Champaign         | Cemento (i) | Hans Hach Verdugo      | Matt Reid John-Patrick Smith                 | 4-6, 6-4, [8-10]     |
| 6.  | 23 febbraio 2019  | Morelos Open, Cuernavaca                       | Cemento     | Gonzalo Escobar        | André Göransson Marc-Andrea Hüsler           | 3-6, 6-3, [9-11]     |
| 7.  | 4 maggio 2019     | Puerto Vallarta Open, Puerto Vallarta          | Cemento     | Gonzalo Escobar        | Matt Reid John-Patrick Smith                 | 6(10)-7, 3-6         |
| 8.  | 31 ottobre 2020   | Marbella Tennis Open, Marbella                 | Terra rossa | Fernando Romboli       | Gerard Granollers Pujol Pedro Martínez       | 3-6, 4-6             |
| 9.  | 5 dicembre 2020   | Campeonato Internacional de Campinas, Campinas | Terra rossa | Felipe Meligeni Alves  | Sadio Doumbia Fabien Reboul                  | 7-6(7), 5-7, [7-10]  |
| 10. | 30 gennaio 2021   | Antalya Challenger, Adalia                     | Terra rossa | David Vega Hernández   | Denys Molčanov Oleksandr Nedovjesov          | 6-3, 4-6, [16-18]    |
| 11. | 5 giugno 2021     | Biella Challenger VII, Biella                  | Cemento (i) | David Vega Hernández   | Tomás Martín Etcheverry Renzo Olivo          | 6-3, 3-6, [8-10]     |
| 12. | 12 giugno 2021    | Bratislava Open, Bratislava                    | Terra rossa | Sander Arends          | Denys Molčanov Oleksandr Nedovjesov          | 6(5)-7, 1-6          |
| 13. | 4 settembre 2021  | Città di Como Challenger, Como                 | Terra rossa | Andrea Vavassori       | Rafael Matos Felipe Meligeni Alves           | 7-6(2), 4-6, [6-10]  |
| 14. | 16 aprile 2022    | San Luis Potosí Challenger, San Luis Potosí    | Terra rossa | Felipe Meligeni Alves  | Nicolás Barrientos Miguel Ángel Reyes Varela | 6(11)-7, 2-6         |
| 15. | 23 luglio 2022    | Open Ciudad de Pozoblanco, Pozoblanco          | Cemento     | Victor Vlad Cornea     | Dan Added Albano Olivetti                    | 6-3, 1-6, [10-12]    |
| 16. | 8 ottobre 2022    | Parma Challenger, Parma                        | Terra rossa | Igor Zelenay           | Tomislav Brkić Nikola Ćaćić                  | 2-6, 2-6             |
| 17. | 5 novembre 2022   | Challenger Ciudad de Guayaquil, Guayaquil      | Terra rossa | Facundo Díaz Acosta    | Guido Andreozzi Guillermo Durán              | 0-6, 4-6             |
| 18. | 12 novembre 2022  | Uruguay Open, Montevideo                       | Terra rossa | Facundo Díaz Acosta    | Karol Drzewiecki Piotr Matuszewski           | 4-6, 4-6             |
| 19. | 26 novembre 2022  | Challenger Temuco, Temuco                      | Cemento     | Jeevan Nedunchezhiyan  | Guido Andreozzi Guillermo Durán              | 4-6, 2-6             |
| 20. | 25 febbraio 2023  | Monterrey Challenger, Monterrey                | Cemento     | Cristian Rodríguez     | André Göransson Ben McLachlan                | 3-6, 4-6             |
| 21. | 22 aprile 2023    | Tallahassee Tennis Challenger, Tallahassee     | Terra verde | William Blumberg       | Federico Agustín Gómez Nicolás Kicker        | 6(2)-7, 6-4, [11-13] |
| 22. | 16 settembre 2023 | Cary Challenger II, Cary                       | Cemento     | William Blumberg       | Andrew Harris Rinky Hijikata                 | 4-6, 6-3, [6-10]     |
| 23. | 7 ottobre 2023    | Tiburon Challenger, Tiburon                    | Cemento     | William Blumberg       | Luke Johnson Skander Mansouri                | 2-6, 3-6             |
| 24. | 21 aprile 2024    | Tallahassee Challenger, Tallahassee            | Terra verde | William Blumberg       | Simon Freund Johannes Ingildsen              | 5-7, 6(4)-7          |
| 25. | 12 aprile 2025    | Sarasota Open, Sarasota                        | Terra verde | Federico Agustín Gómez | Robert Cash James Tracy                      | 4-6, 6(3)-7          |